# Sofía Matilde Joy Redman
Sofía Matilde Joy Redman (Holborn, Inglaterra, Reino Unido, 7 de octubre de 1823 - Berkeley, Estados Unidos, 14 de enero de 1908) fue primera dama de Costa Rica de 1859 a 1863.

## Biografía
Nació en Holborn, Inglaterra, Reino Unido, el 7 de octubre de 1823. Era hija de William Joy y Mary Redman Joy.
Se estableció en Costa Rica alrededor de 1851 o 1852, posiblemente con sus hermanos Edward Alexander Joy y George Frederick Joy, quienes se dedicaron allí al cultivo del café y al comercio, y llegaron a tener una posición social y económica prominente. En San José trabaron amistad y relaciones de negocios con los hermanos Montealegre, hijos del opulento cafetalero y político Mariano Montealegre Bustamante. Sofía Matilde Joy Redman fue institutriz de los hijos del Doctor José María Montealegre Fernández, que había enviudado en 1854 de Ana María Mora Porras, aunque posiblemente aceptó tal posición más por amistad con la familia o como distracción que por necesidad, ya que los Joy gozaban de una posición muy holgada.
El Doctor Montealegre se enamoró de la señorita Joy, que era una mujer muy hermosa, y contrajeron nupcias en San José el 1 de enero de 1858. Para el matrimonio hubo necesidad de dispensa episcopal, ya que Sofía Matilde Joy Redman mantuvo su credo anglicano.
Del matrimonio Montealegre Joy nacieron tres hijos: Eduardo José Guillermo (1858-1884), que murió soltero; Josefa Carolina (Jessey), que casó con el escocés William Arthur Wilson, y Carolina Sofía Montealegre Joy, que murió en la infancia.
Fue primera dama de Costa Rica durante las dos administraciones de su esposo (1859-1860 y 1860-1863).
Colaboró con las actividades del Hospicio de Huérfanos de la Trinidad, fundado gracias a un legado de la madre de su marido, Gerónima Fernández Chacón.
Emigró con su esposo y sus hijos a San Francisco en los Estados Unidos en abril de 1872.
Enviudó el 26 de septiembre de 1887.

## Fallecimiento
Falleció en Berkeley, Estados Unidos, el 14 de enero de 1908 a los 84 años de edad.